# Jesús Castro
Jesús Castro (16 de outubro de 1908 - data da morte desconhecida) foi um futebolista mexicano. Ele competiu na Copa do Mundo de 1930, sediada no Uruguai.